# Высший арбитражный суд Российской Федерации
Вы́сший арбитра́жный су́д Росси́йской Федера́ции — существовавший в период с 1992 года по 2014 год высший судебный орган по разрешению экономических споров и иных дел, рассматриваемых арбитражными судами России, осуществлял в предусмотренных федеральным законом процессуальных формах судебный надзор за их деятельностью и давал разъяснения по вопросам судебной практики.
Согласно Закону Российской Федерации о поправке к Конституции Российской Федерации от 5 февраля 2014 г. № 2-ФКЗ и внесённым им изменениям в  Конституцию Российской Федерации полномочия суда переданы Верховному Суду Российской Федерации.

## История становления арбитражных судов России
Суды по коммерческим спорам (коммерческие суды) существовали ещё в дореволюционной России, они рассматривали торговые, вексельные дела и дела о торговой несостоятельности. Коммерческие суды были учреждены в Одессе, Москве, Санкт-Петербурге, Таганроге, Феодосии, Керчи, Архангельске, Кишинёве и Варшаве и действовали вплоть до 1917 года.
После Октябрьской революции в первое время из-за экономической нестабильности в стране хозяйственные споры между государственными предприятиями и учреждениями не допускались и разрешались в административном порядке. С началом НЭПа в 1922 году были созданы арбитражные комиссии во главе с Высшей арбитражной комиссией при Совете труда и обороны.
С 1931 по 1991 годы хозяйственные споры рассматривали созданные Постановлением ЦИК и СНК СССР учреждения Государственного арбитража, которые занимались обеспечением укрепления плановой и договорной дисциплины и хозяйственного расчета. Фактически в это время существовало две формы арбитража: государственный и ведомственный. Первый являлся универсальным и занимался рассмотрением споров между предприятиями и учреждениями различного отраслевого подчинения, а второй — между предприятиями и учреждениями, подчинёнными одному ведомству (например в рамках одного министерства). С 1974 года Государственный арбитраж СССР возглавил систему госарбитражей и стал органом союзно-республиканского подчинения.
В 1991 году система арбитражей была упразднена. Высший арбитражный суд Российской Федерации и новая система арбитражных судов были созданы Законом РСФСР от 4 июля 1991 года «Об арбитражных судах» и фактически начали свою деятельность в 1992 году. В 1995 году в связи с совершенствованием арбитражной системы был принят Федеральный конституционный закон «Об арбитражных судах в Российской Федерации».
С 2013 года в рамках арбитражных судов начал функционировать специализированный Суд по интеллектуальным правам.
Владимир Путин, выступая 21 июня 2013 года на Петербургском международном экономическом форуме, предложил объединить в единый судебный орган Высший арбитражный суд и Верховный суд и внести соответствующие поправки в Конституцию.
7 октября 2013 года Президент РФ внёс в Государственную думу проект Закона РФ о поправке к Конституции РФ «О Верховном Суде Российской Федерации и прокуратуре Российской Федерации», которым Высший арбитражный суд РФ упраздняется, а его полномочия и штатная численность судей передаются Верховному суду РФ.
21 ноября 2013 года Государственная дума РФ приняла законопроект об объединении Высшего арбитражного суда и Верховного суда во втором чтении.
6 февраля 2014 года Президент России Владимир Путин подписал закон об объединении судов. Срок реорганизации составлял полгода со дня подписания и опубликования закона. Таким образом, Высший арбитражный суд РФ прекратил свою деятельность 6 августа 2014 года.

## Состав
Председатель Высшего арбитражного суда Российской Федерации назначался на должность Советом Федерации Федерального собрания Российской Федерации по представлению Президента Российской Федерации.
Заместители председателя Высшего арбитражного суда и другие судьи Высшего арбитражного суда назначались на должность Советом Федерации по представлению Президента Российской Федерации, основанному на представлении председателя Высшего арбитражного суда.
Высший арбитражный суд Российской Федерации функционировал в составе:
- Пленума Высшего Арбитражного Суда Российской Федерации — орган, представляющий собой собрание всех судей Высшего Арбитражного суда Российской Федерации, который правосудие не осуществлял, а обеспечивал правильное и единообразное применение законов судами, давал разъяснения и толкования норм права посредством принятия постановлений. В состав Пленума входили Председатель и его заместители, а также судьи. В заседаниях Пленума могут принимать участие представители других ветвей судебной власти, законодательной и исполнительной властей, научных учреждений и граждане.
- Президиума Высшего Арбитражного Суда Российской Федерации
- двух судебных коллегий (по рассмотрению гражданских споров; и административных споров)

Существовало 6 судебных составов Высшего арбитражного суда Российской Федерации:
- 1-й состав (по корпоративному праву)
- 2-й состав (по вещному праву)
- 3-й состав (по договорному праву)
- 4-й состав (административный)
- 5-й состав (налоговый)
- 6-й состав (экспертный)

Штатная численность судей в 2001—2014 годах составляла 90 единиц.

### Председатели
- Яковлев Вениамин Фёдорович (23 января 1992 — 26 января 2005)
- Иванов Антон Александрович (26 января 2005 — 6 августа 2014)

## Полномочия
Высший арбитражный суд Российской Федерации в качестве суда первой инстанции рассматривал:
- дела об оспаривании нормативных и ненормативных правовых актов Президента Российской Федерации, Правительства Российской Федерации, федеральных органов исполнительной власти, а также Совета Федерации, Государственной думы и Правительственной комиссии по контролю за осуществлением иностранных инвестиций, которые затрагивают права в сфере предпринимательской деятельности;
- экономические споры между Российской Федерацией и субъектами Федерации, либо между субъектами Федерации.

Основной задачей Высшего арбитражного суда Российской Федерации являлось рассмотрение в порядке надзора дел по проверке вступивших в законную силу судебных актов нижестоящих арбитражных судов, в том числе их пересмотр по вновь открывшимся обстоятельствам.
Также он изучал и обобщал практику применения арбитражными судами законов и иных нормативных правовых актов, регулирующих отношения в сфере предпринимательской деятельности, давал разъяснения по вопросам судебной практики и разрабатывал предложения по совершенствованию законодательства в указанной сфере деятельности (имел право законодательной инициативы).
После завершения реорганизации Высшего арбитражного суда Российской Федерации его полномочия перешли Верховному суду Российской Федерации.